# رضا أباد صوفيان
رضا أباد صوفيان هي قرية في مقاطعة ساوجبلاغ، إيران. عدد سكان هذه القرية هو 736 في سنة 2006.